# Porto di Manchester

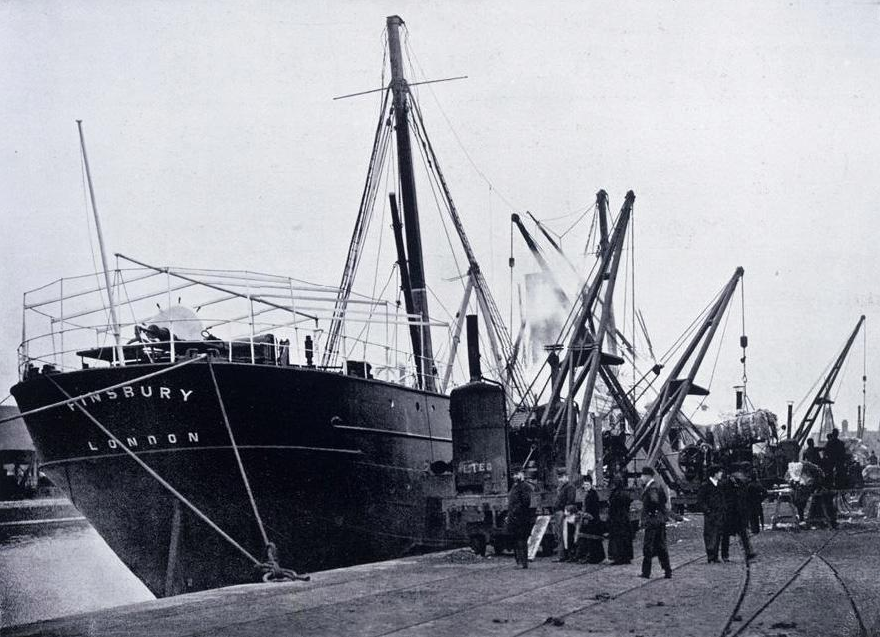
Il primo cotone ad arrivare al porto di Manchester fu scaricato il 17 gennaio 1894

Il porto di Manchester era un porto nel nord ovest dell'Inghilterra, fino alla sua chiusura nel 1982. Fu creato come porto doganale il 1º gennaio 1894, quattro mesi prima dell'apertura ufficiale del Canale marittimo di Manchester. Si estendeva lungo tutta la lunghezza del canale navale di 36 miglia (58 km), da Eastham a ovest a Manchester a est, assorbendo il porto di Runcorn, che era stato creato nel 1862. Il nuovo porto era a soli 3.74 miglia (6,02 km) dal confine del Porto di Liverpool a Herculaneum Dock e a 3,9 km dal Porto di Garston.  Il canale navale ha trasformato Manchester da una città senza sbocco sul mare in un importante porto marittimo, al culmine del terzo porto più trafficato del Regno Unito. Una volta consegnati al porto, le merci potevano essere trasportate in altre parti del paese, ad esempio a Leeds ad est, e fino a 160 km a sud fino a Birmingham.

## Storia
Il 1º gennaio 1894, un piroscafo di proprietà della Cooperative Wholesale Society, il Pioneer, scaricò il suo carico di zucchero da Rouen, rivendicando l'onore di essere la prima nave mercantile ad essere registrata nel porto di Manchester. Inizialmente, il porto ha lottato per competere con i porti più consolidati, in parte a causa dell'inerzia delle influenti conferenze marittime (cartelli). Nel 1908, sebbene Manchester avesse circa il 75% dei mandrini del Regno Unito, solo il 14% della materia prima utilizzata nella filatura del cotone passò attraverso il porto di Manchester. Nonostante la concorrenza, il commercio è cresciuto costantemente. Tra il 1895 e il 1896, 121.336 balle di cotone furono importate dall'America, la principale fonte di cotone; questo aumentò a 377.264 balle nel 1907-1908. Il porto di Manchester non era la destinazione principale per il cotone americano all'inizio del XX secolo, ma era per il cotone egiziano. Nel 1907-1908 circa la metà del cotone usato nei cotonifici del Lancashire passò attraverso il porto, circa 216.570 balle. All'inizio del XX secolo, i prodotti principali che attraversavano il porto erano legname, grano e cotone. Il commercio di cereali si espanse più di dieci volte, passando da 35.000 tonnellate lunghe (35.562 tonnellate) nel 1895 a 406.000 tonnellate lunghe (412.515 tonnellate) nel 1907.
In base al valore del commercio di importazione ed esportazione, tra il 1904 e il 1964 il porto di Manchester era tra i primi cinque porti doganali più importanti del Regno Unito per 39 dei 55 anni per i quali esistono dati. L'anno di punta per il tonnellaggio era il 1959, ma il porto diminuì negli anni '60 a causa delle crescenti dimensioni delle navi oceaniche, molte delle quali non potevano entrare nel canale.

## Manchester Linners
La Manchester Liners fu fondata il 3 maggio 1898 per fornire un servizio transatlantico quindicinale tra il porto di Manchester e il Nord America, attraverso il Manchester Ship Canal. La sua prima nave costruita appositamente, Manchester City, varata il 27 ottobre 1898, fu progettata per adattarsi alle dimensioni del canale, e fu dotata di alberi telescopici per consentirgli di passare sotto i ponti lungo il canale. Il successo del suo viaggio inaugurale a Halifax (Canada), in Nuova Scozia, ha incoraggiato la Manchester Liners a ordinare altre sette navi per lo stesso progetto. La società ha continuato ad operare navi registrate a Manchester per oltre 80 anni, fino al 1985.